# Cidade digital
O termo Cidade Digital, segundo André Lemos, abrange quatro tipos de experiências que relacionam as cidades e as novas tecnologias de comunicação e informação:
1. Em primeiro lugar, entende-se por Cidade Digital, projetos governamentais, privados e/ou da sociedade civil que visam criar uma representação na web de um determinado lugar. Cidade Digital pode ser entendida aqui como um portal com informações gerais e serviços, comunidades virtuais e representação política sobre uma determinada área urbana.
2. Entende-se também por Cidade Digital, a criação de infraestrutura, serviços e acesso público em uma determinada área urbana para o uso das novas tecnologias de comunicação e informação. O objetivo é criar interfaces entre o espaço eletrônico e o espaço físico através de oferecimento de teleportos, telecentros, quiosques multimídia e áreas de acesso e serviços.
3. Um terceiro tipo de Cidade Digital refere-se a modelagens 3D a partir de Sistemas de Informação Espacial para criação de simulação de espaços urbanos (como o Sistema de Informação Geográfica ou GIS). Esses modelos são sistemas informatizados utilizados para visualizar e processar dados espaciais de cidades. As simulações ajudam no planejamento e gestão do espaço, servindo como instrumento estratégico do urbanismo contemporâneo.
4. A quarta categoria, que podemos chamar de ‘metafórica’, é formada por projetos que não representam um espaço urbano real. Estes projetos são chamados por alguns autores de cidades não enraizadas em espaços urbanos reais, ou seja, não há uma cidade real. Essas Cidades Digitais são sites que criam comunidades virtuais (fóruns, chats, etc.) utilizando a metáfora de uma cidade para a organização do acesso e da navegação pelas informações. Temos como exemplo o popular Second Life.

## Origens
As cidades são sistemas complexos, que nascem, crescem e se desenvolvem a partir de fatores sociais, culturais, políticos e tecnológicos. No século XVII, a ciência e a tecnologia tornam-se importantes para o desenvolvimento da urbanização. No século XVIII, com a era industrial e o advento da modernidade, a urbanização alcança escala global. No século XXI, as novas tecnologias de comunicação e informação também imprimem uma nova marca ao urbano. As cidades digitais são as cidades da globalização, onde as redes telemáticas fazem parte da vida cotidiana e constituem-se como infraestrutura básica e hegemônica.

## Características
Estas redes podem ser de natureza diferente e de importância diferente. Nas concepções modernas das cidades, essas redes desempenham um papel importante na compreensão da natureza das cidades. As redes de cidades podem ser conexões físicas com outros locais, como ferrovias, canais ou vôos programados. As redes de cidades também existem em forma imaterial, como comércio, finanças globais, mercados, migrações, laços culturais, espaços sociais compartilhados ou histórias compartilhadas. Há também redes de natureza religiosa, em particular através da peregrinação.
A cidade em si é então considerada como o nó onde diferentes redes funcionam em conjunto. Algumas dessas redes são mais poderosas que outras, e as redes de finanças globais são atualmente (2009) dominantes. Alguns pensadores urbanos argumentam que as cidades só podem ser compreendidas se o contexto das conexões da cidade for compreendido.
Argumentou-se que as redes de cidades são um ingrediente chave do que define uma cidade, juntamente com o número de pessoas (densidade) e o modo de vida particular nas cidades.
Atualmente, as tecnologias e redes sem fio imprimem novas transformações sociais, novas práticas culturais e novos desenhos no espaço urbano. As cidades entram na era da computação ubíqua, embarcada, móvel.
As metrópoles são hoje ambientes de conexão envolvendo o usuário em mobilidade, interligando máquinas, pessoas e objetos no espaço urbano. Os lugares tradicionais, como ruas, praças, avenidas estão, pouco a pouco, transformando-se com as novas práticas socioculturais de acesso e controle da informação. A idéia de que o ciberespaço é desconectado do espaço físico não se sustenta atualmente. A cidade contemporânea caminha para se transformar em um lugar de conexão permanente, ubíquo, permitindo trocas de informação em mobilidade criando territórios informacionais.
Não podemos pensar em Cidade Digital como um espaço abstrato na Internet. Devemos compreendê-la como uma nova dimensão do urbano, e não como uma outra cidade, como um espaço virtual ou como uma cidade na internet. Trata-se efetivamente de uma reorganização das cidades existentes, fruto da nova relação entre o espaço urbano (e suas práticas) e as tecnologias digitais de informação e comunicação. Cidades Digitais são aquelas em que a interface de redes e tecnologias informacionais com o espaço urbano já é uma realidade. As cidades digitais existem por todo o mundo.
Diante do surgimento de novas tecnologias da comunicação e informação, tornou-se indispensável o debate sobre inclusão digital, infraestruturas de redes sem fio (internet e celular), governo eletrônico, portais governamentais e suas interfaces e conteúdo informacional. Com esse contexto, o maior objetivo da Cidade Digital é promover o vínculo social, a inclusão digital, democratizar o acesso à informação, produzir dados para a gestão do espaço, aquecer as atividades políticas, culturais e econômicas e reforçar a dimensão pública. E o desafio é criar formas de comunicação e de uso do espaço físico, favorecer a apropriação social das novas tecnologias e fortalecer a democracia com experiências de governo eletrônico e cibercidadania.

## Gestão Pública Moderna e Cidades Digitais: uma abordagem prática
Segundo Celso Campello Neto, professor da Fundação Armando Alvares Penteado - FAAP, quando se pensa em projetos de Cidades Digitais, logo vem a cabeça o conceito de se oferecer a população acesso facilitado, de qualidade e gratuito a Internet. Na verdade, esta visão se torna simplista quando analisamos os reais objetivos além das possibilidades de aplicação destas soluções. Ser uma Cidade Digital significa modernizar a gestão pública e oferecer novos serviços e facilidades para as pessoas, e significa principalmente levar aos seus habitantes uma nova perspectiva de cidadania.
De uma maneira geral, a principal função de um projeto de Cidades Digitais, além de modernizar a administração, é o de ampliar o acesso aos serviços públicos e promover o desenvolvimento dos municípios e estados brasileiros por meio do uso da tecnologia.
Portanto, questões ligadas a Governo Eletrônico e Inclusão Digital, tornam-se as duas mais importantes frentes de atuação destes projetos e seus benefícios abrangem todas as áreas de serviços públicos, da administração à educação, passando pela saúde, transportes e segurança, e estendendo-se por fim a economia local.
Alguns exemplos de aplicações:
A) Construção de redes de fibra óptica que interligam os órgãos públicos locais;
B) Disponibilização de aplicativos de governo eletrônico para o setor público;
C) Capacitação de servidores para uso e gestão da rede pública;
D) Oferta de pontos de acesso à internet para uso livre e gratuito em espaços públicos de grande circulação, como praças, escolas, parques, museus, hospitais além de pontos de parada e terminais rodoviários.
E) Monitoramento e controle através de captura de imagens de aspectos relacionados a programação de transportes, operações de vias públicas e trânsito além de questões vinculadas a segurança dos cidadãos e do patrimônio.
F) Otimização dos serviços públicos, garantindo a redução da burocracia, indicadores de eficiência, comprometimento e rapidez a população.
Atualmente, diante do amadurecimento do mercado de desenvolvimento e fornecimento de soluções, de várias implantações de sucesso realizadas no Brasil, um projeto de Cidade Digital torna-se acessível a qualquer município ou estado da federação. As oportunidades estão disponíveis e podem ser adaptadas para a realidade econômica e tecnológica de cada um. Para implementar, bastam vontade política e uma gestão atenta a ações de inclusão social e digital.

## Brasil e as Cidades Digitais
Podemos dizer que o Brasil tem acompanhado a tendência mundial, já que encontramos as quatro categorias de Cidades Digitais no país.
O Ministério das Comunicações tem um programa chamado Cidades Digitais que visa: modernizar a gestão, ampliar o acesso aos serviços públicos e promover o desenvolvimento dos municípios brasileiros por meio da tecnologia.
As cidades que recebem essa estrutura são selecionadas por meio de edital. Em 2012, o Ministério das Comunicações abriu a primeira seleção para o projeto-piloto, em que 80 municípios foram contemplados. Em 2013, o Cidades Digitais foi incluído no Programa de Aceleração do Crescimento (PAC) do Governo Federal, selecionando 262 municípios com população de até 50 mil habitantes.